# Bertil Lindblad
Bertil Lindblad (Örebro, 26 de novembro de 1895 — 25 de junho de 1965) foi um astrônomo sueco.

## Prémios
- 1940 - Medalha Janssen
- 1948 - Medalha de Ouro da Royal Astronomical Society[2]
- 1949 - Prémio Jules Janssen[3]
- 1954 - Medalha Bruce[4]